# TTC8
 Повторяющийся домен Тетратрикопептид 8  (англ. Tetratricopeptide repeat domain 8) (TTC8) также известный как  синдром Барде-Бидля 8  (англ. Bardet-Biedl syndrome 8) представляет собой белок, который у человека кодируется геном TTC8.

## Функция
TTC8 связан с гамма-тубулином , BBS4 и PCM1 в центросоме. PCM1 в свою очередь, участвует в репликации центриолей при цилиогенезе.
TTC8 находится в ресничках сперматидов, сетчатке и клетках эпителия бронхов.

## Клиническое значение
Ген TTC8 является одним из 14 генов, мутации в котором являются причиной синдрома Барде—Бидля.